# مانفورت هایتس (اوهایو)
مانفورت هایتس (به انگلیسی: Monfort Heights) یک منطقهٔ مسکونی در ایالات متحده آمریکا است که در شهرستان همیلتون، اوهایو واقع شده‌است. مانفورت هایتس ۱۵٫۳ کیلومتر مربع مساحت و ۱۱٬۹۴۸ نفر جمعیت دارد و ۲۸۳٫۴۷ متر بالاتر از سطح دریا واقع شده‌است.